# Eric Bailly
Eric Bertrand Bailly (Bingerville, 12 aprile 1994) è un calciatore ivoriano, difensore del Real Oviedo e della nazionale ivoriana.

## Carriera

### Club

#### Gli inizi, Espanyol
Dopo aver giocato nelle giovanili dell'Espanyol, esordisce con la maglia dei Periquitos nella Liga spagnola durante la stagione 2014-2015.

#### Villarreal
Il 29 gennaio 2015 viene acquistato dal Villarreal per circa cinque milioni di euro. Debutta con la nuova maglia il 22 febbraio, nella vittoria casalinga per 1-0 sull'Eibar. In un anno e mezzo con il Submarino amarillo gioca quarantasette partite segnando un gol.

#### Manchester United e Olympique Marsiglia
L'8 giugno 2016 viene acquistato dal Manchester United per circa quaranta milioni di euro.
Il 24 agosto 2022 viene ceduto in prestito all'Olympique Marsiglia. Al termine della stagione ritorna in Inghilterra ai Reds.

#### Beşiktaş e ritorno al Villarreal
Il 5 settembre 2023, Bailly viene ingaggiato a titolo definitivo dal Beşiktaş. Fa il suo debutto con i turchi il 21 settembre successivo, nella sfida contro il Club Brugge della prima giornata di Conference League (1-1). Tre giorni dopo, esordisce in campionato nella vittoria per 2-1 contro il Kayserispor.
L'11 dicembre 2023, il club turco annuncia ufficialmente che Bailly è stato escluso dalla squadra insieme a Vincent Aboubakar, Valentin Rosier, Rachid Ghezzal e Jean Onana a causa delle scarse prestazioni e incompatibilità all'interno della squadra. In seguito a questa decisione, il 29 dicembre successivo viene annunciato ufficialmente che il suo contratto con i turchi è stato risolto, rimanendo così svincolato.
Il giorno seguente, il 30 dicembre 2023, Bailly firma un accordo fino al 30 giugno 2025 con il Villarreal, tornando così al club spagnolo dopo sette anni.

#### Real Oviedo
Rimasto svincolato, il 18 agosto 2025 firma a parametro zero un contratto per il Real Oviedo, neopromosso in Liga.

### Nazionale
Fa il suo debutto in Nazionale, l'11 gennaio 2015 nell'amichevole vinta per 1-0 contro la Nigeria. Sempre nello stesso anno, rientra nella rosa dei convocati alla Coppa d'Africa, dove gioca tutte le partite, vincendo la competizione.

## Statistiche

### Presenze e reti nei club
Statistiche aggiornate al 18 agosto 2025.
| Stagione              | Squadra               | Campionato            | Campionato | Campionato | Coppe nazionali | Coppe nazionali | Coppe nazionali | Coppe continentali | Coppe continentali | Coppe continentali | Altre coppe | Altre coppe | Altre coppe | Totale | Totale |
| Stagione              | Squadra               | Comp                  | Pres       | Reti       | Comp            | Pres            | Reti            | Comp               | Pres               | Reti               | Comp        | Pres        | Reti        | Pres   | Reti   |
| --------------------- | --------------------- | --------------------- | ---------- | ---------- | --------------- | --------------- | --------------- | ------------------ | ------------------ | ------------------ | ----------- | ----------- | ----------- | ------ | ------ |
| 2014-gen. 2015        | Espanyol              | PD                    | 5          | 0          | CR              | 0               | 0               | -                  | -                  | -                  | -           | -           | -           | 5      | 0      |
| gen.-giu. 2015        | Villarreal            | PD                    | 10         | 0          | CR              | 0               | 0               | UEL                | 2                  | 0                  | -           | -           | -           | 12     | 0      |
| 2015-2016             | Villarreal            | PD                    | 25         | 0          | CR              | 3               | 0               | UEL                | 7                  | 1                  | -           | -           | -           | 35     | 1      |
| 2016-2017             | Manchester Utd        | PL                    | 25         | 0          | FACup+CdL       | 0+1             | 0               | UEL                | 11                 | 0                  | CS          | 1           | 0           | 38     | 0      |
| 2017-2018             | Manchester Utd        | PL                    | 13         | 1          | FACup+CdL       | 2+0             | 0               | UCL                | 3                  | 0                  | SU          | 0           | 0           | 18     | 1      |
| 2018-2019             | Manchester Utd        | PL                    | 12         | 0          | FACup+CdL       | 1+1             | 0               | UCL                | 4                  | 0                  | -           | -           | -           | 18     | 0      |
| 2019-2020             | Manchester Utd        | PL                    | 4          | 0          | FACup+CdL       | 3+0             | 0               | UEL                | 4                  | 0                  | -           | -           | -           | 11     | 0      |
| 2020-2021             | Manchester Utd        | PL                    | 12         | 0          | FACup+CdL       | 1+3             | 0               | UCL+UEL            | 0+5                | 0                  | -           | -           | -           | 21     | 0      |
| 2021-2022             | Manchester Utd        | PL                    | 4          | 0          | FACup+CdL       | 0+1             | 0               | UCL                | 2                  | 0                  | -           | -           | -           | 7      | 0      |
| lug.-ago. 2022        | Manchester Utd        | PL                    | 0          | 0          | FACup+CdL       | 0               | 0               | UEL                | 0                  | 0                  | -           | -           | -           | 0      | 0      |
| Totale Manchester Utd | Totale Manchester Utd | Totale Manchester Utd | 70         | 1          |                 | 13              | 0               |                    | 29                 | 0                  |             | 1           | 0           | 113    | 1      |
| ago. 2022-2023        | Olympique Marsiglia   | L1                    | 17         | 0          | CF              | 1               | 0               | UCL                | 5                  | 0                  | -           | -           | -           | 23     | 0      |
| set.-dic. 2023        | Beşiktaş              | SL                    | 5          | 0          | TK              | 0               | 0               | UECL               | 3                  | 0                  | -           | -           | -           | 8      | 0      |
| dic. 2023-2024        | Villarreal            | PD                    | 10         | 0          | CR              | 1               | 0               | UEL                | 2                  | 0                  | -           | -           | -           | 13     | 0      |
| 2024-2025             | Villarreal            | PD                    | 12         | 0          | CR              | 0               | 0               | -                  | -                  | -                  | -           | -           | -           | 12     | 0      |
| Totale Villarreal     | Totale Villarreal     | Totale Villarreal     | 57         | 0          |                 | 4               | 0               |                    | 11                 | 1                  |             | -           | -           | 72     | 1      |
| 2025-2026             | Real Oviedo           | PD                    | 0          | 0          | CR              | 0               | 0               | -                  | -                  | -                  | -           | -           | -           | 0      | 0      |
| Totale carriera       | Totale carriera       | Totale carriera       | 135        | 1          |                 | 18              | 0               |                    | 43                 | 1                  |             | 1           | 0           | 197    | 2      |

### Cronologia presenze e reti in nazionale
| Cronologia completa delle presenze e delle reti in nazionale ― Costa d'Avorio | Cronologia completa delle presenze e delle reti in nazionale ― Costa d'Avorio | Cronologia completa delle presenze e delle reti in nazionale ― Costa d'Avorio | Cronologia completa delle presenze e delle reti in nazionale ― Costa d'Avorio | Cronologia completa delle presenze e delle reti in nazionale ― Costa d'Avorio | Cronologia completa delle presenze e delle reti in nazionale ― Costa d'Avorio | Cronologia completa delle presenze e delle reti in nazionale ― Costa d'Avorio | Cronologia completa delle presenze e delle reti in nazionale ― Costa d'Avorio |
| Data                                                                          | Città                                                                         | In casa                                                                       | Risultato                                                                     | Ospiti                                                                        | Competizione                                                                  | Reti                                                                          | Note                                                                          |
| ----------------------------------------------------------------------------- | ----------------------------------------------------------------------------- | ----------------------------------------------------------------------------- | ----------------------------------------------------------------------------- | ----------------------------------------------------------------------------- | ----------------------------------------------------------------------------- | ----------------------------------------------------------------------------- | ----------------------------------------------------------------------------- |
| 11-1-2015                                                                     | Abu Dhabi                                                                     | Costa d'Avorio                                                                | 1 – 0                                                                         | Nigeria                                                                       | Amichevole                                                                    | -                                                                             |                                                                               |
| 15-1-2015                                                                     | Abu Dhabi                                                                     | Costa d'Avorio                                                                | 0 – 2                                                                         | Svezia                                                                        | Amichevole                                                                    | -                                                                             |                                                                               |
| 20-1-2015                                                                     | Malabo                                                                        | Costa d'Avorio                                                                | 1 – 1                                                                         | Guinea                                                                        | Coppa d'Africa 2015 - 1º turno                                                | -                                                                             |                                                                               |
| 24-1-2015                                                                     | Malabo                                                                        | Costa d'Avorio                                                                | 1 – 1                                                                         | Mali                                                                          | Coppa d'Africa 2015 - 1º turno                                                | -                                                                             |                                                                               |
| 28-1-2015                                                                     | Malabo                                                                        | Camerun                                                                       | 0 – 1                                                                         | Costa d'Avorio                                                                | Coppa d'Africa 2015 - 1º turno                                                | -                                                                             | 27’ 28’                                                                       |
| 1-2-2015                                                                      | Malabo                                                                        | Costa d'Avorio                                                                | 3 – 1                                                                         | Algeria                                                                       | Coppa d'Africa 2015 - Quarti di Finale                                        | -                                                                             |                                                                               |
| 4-2-2015                                                                      | Bata                                                                          | RD del Congo                                                                  | 1 – 3                                                                         | Costa d'Avorio                                                                | Coppa d'Africa 2015 - Semifinale                                              | -                                                                             |                                                                               |
| 8-2-2015                                                                      | Bata                                                                          | Costa d'Avorio                                                                | 0 – 0 dts (9 – 8 dtr)                                                         | Ghana                                                                         | Coppa d'Africa 2015 - Finale                                                  | -                                                                             | 105+1’                                                                        |
| 26-3-2015                                                                     | Abidjan                                                                       | Costa d'Avorio                                                                | 2 – 0                                                                         | Angola                                                                        | Amichevole                                                                    | -                                                                             |                                                                               |
| 29-3-2015                                                                     | Abidjan                                                                       | Costa d'Avorio                                                                | 1 – 1                                                                         | Guinea Equatoriale                                                            | Amichevole                                                                    | -                                                                             |                                                                               |
| 6-9-2015                                                                      | Port Harcourt                                                                 | Sierra Leone                                                                  | 0 – 0                                                                         | Costa d'Avorio                                                                | Qual. Coppa d'Africa 2017                                                     | -                                                                             |                                                                               |
| 9-10-2015                                                                     | Agadir                                                                        | Marocco                                                                       | 0 – 1                                                                         | Costa d'Avorio                                                                | Amichevole                                                                    | -                                                                             | 55’                                                                           |
| 25-3-2016                                                                     | Abidjan                                                                       | Costa d'Avorio                                                                | 1 – 0                                                                         | Sudan                                                                         | Qual. Coppa d'Africa 2017                                                     | -                                                                             | 84’                                                                           |
| 29-3-2016                                                                     | Khartum                                                                       | Sudan                                                                         | 1 – 1                                                                         | Costa d'Avorio                                                                | Qual. Coppa d'Africa 2017                                                     | -                                                                             |                                                                               |
| 20-5-2016                                                                     | Budapest                                                                      | Ungheria                                                                      | 0 – 0                                                                         | Costa d'Avorio                                                                | Amichevole                                                                    | -                                                                             |                                                                               |
| 3-9-2016                                                                      | Bouaké                                                                        | Costa d'Avorio                                                                | 1 – 1                                                                         | Sierra Leone                                                                  | Qual. Coppa d'Africa 2017                                                     | -                                                                             |                                                                               |
| 8-10-2016                                                                     | Bouaké                                                                        | Costa d'Avorio                                                                | 3 – 1                                                                         | Mali                                                                          | Qual. Mondiali 2018                                                           | -                                                                             |                                                                               |
| 11-1-2017                                                                     | Abu Dhabi                                                                     | Costa d'Avorio                                                                | 3 – 0                                                                         | Uganda                                                                        | Amichevole                                                                    | -                                                                             |                                                                               |
| 16-1-2017                                                                     | Oyem                                                                          | Costa d'Avorio                                                                | 0 – 0                                                                         | Togo                                                                          | Coppa d'Africa 2017 - 1º turno                                                | -                                                                             |                                                                               |
| 20-1-2017                                                                     | Oyem                                                                          | Costa d'Avorio                                                                | 2 – 2                                                                         | RD del Congo                                                                  | Coppa d'Africa 2017 - 1º turno                                                | -                                                                             |                                                                               |
| 24-1-2017                                                                     | Oyem                                                                          | Marocco                                                                       | 1 – 0                                                                         | Costa d'Avorio                                                                | Coppa d'Africa 2017 - 1º turno                                                | -                                                                             | 58’                                                                           |
| 24-3-2017                                                                     | Krasnodar                                                                     | Russia                                                                        | 0 – 2                                                                         | Costa d'Avorio                                                                | Amichevole                                                                    | -                                                                             |                                                                               |
| 27-3-2017                                                                     | Parigi                                                                        | Costa d'Avorio                                                                | 1 – 1                                                                         | Senegal                                                                       | Amichevole                                                                    | -                                                                             |                                                                               |
| 4-6-2017                                                                      | Rotterdam                                                                     | Paesi Bassi                                                                   | 5 – 0                                                                         | Costa d'Avorio                                                                | Amichevole                                                                    | -                                                                             | 46’                                                                           |
| 10-6-2017                                                                     | Bouaké                                                                        | Costa d'Avorio                                                                | 2 – 3                                                                         | Guinea                                                                        | Qual. Coppa d'Africa 2019                                                     | -                                                                             |                                                                               |
| 2-9-2017                                                                      | Libreville                                                                    | Gabon                                                                         | 0 – 3                                                                         | Costa d'Avorio                                                                | Qual. Mondiali 2018                                                           | -                                                                             | 39’                                                                           |
| 5-9-2017                                                                      | Bouaké                                                                        | Costa d'Avorio                                                                | 1 – 2                                                                         | Gabon                                                                         | Qual. Mondiali 2018                                                           | -                                                                             |                                                                               |
| 6-10-2017                                                                     | Bamako                                                                        | Mali                                                                          | 0 – 0                                                                         | Costa d'Avorio                                                                | Qual. Mondiali 2018                                                           | -                                                                             | 26’                                                                           |
| 24-3-2018                                                                     | Beauvais                                                                      | Togo                                                                          | 2 – 2                                                                         | Costa d'Avorio                                                                | Amichevole                                                                    | -                                                                             |                                                                               |
| 27-3-2018                                                                     | Beauvais                                                                      | Costa d'Avorio                                                                | 2 – 1                                                                         | Moldavia                                                                      | Amichevole                                                                    | -                                                                             |                                                                               |
| 9-9-2018                                                                      | Kigali                                                                        | Ruanda                                                                        | 1 – 2                                                                         | Costa d'Avorio                                                                | Qual. Coppa d'Africa 2019                                                     | -                                                                             | 83’                                                                           |
| 12-10-2018                                                                    | Bouaké                                                                        | Costa d'Avorio                                                                | 4 – 0                                                                         | Rep. Centrafricana                                                            | Qual. Coppa d'Africa 2019                                                     | 1                                                                             |                                                                               |
| 16-10-2018                                                                    | Bangui                                                                        | Rep. Centrafricana                                                            | 0 – 0                                                                         | Costa d'Avorio                                                                | Qual. Coppa d'Africa 2019                                                     | -                                                                             |                                                                               |
| 23-3-2019                                                                     | Abidjan                                                                       | Costa d'Avorio                                                                | 3 – 0                                                                         | Ruanda                                                                        | Qual. Coppa d'Africa 2019                                                     | 1                                                                             | 81’                                                                           |
| 8-10-2020                                                                     | Bruxelles                                                                     | Belgio                                                                        | 1 – 1                                                                         | Costa d'Avorio                                                                | Amichevole                                                                    | -                                                                             | 70’                                                                           |
| 13-10-2020                                                                    | Utrecht                                                                       | Giappone                                                                      | 1 – 0                                                                         | Costa d'Avorio                                                                | Amichevole                                                                    | -                                                                             |                                                                               |
| 26-3-2021                                                                     | Niamey                                                                        | Niger                                                                         | 0 – 3                                                                         | Costa d'Avorio                                                                | Qual. Coppa d'Africa 2021                                                     | -                                                                             |                                                                               |
| 12-6-2021                                                                     | Cape Coast                                                                    | Ghana                                                                         | 0 – 0                                                                         | Costa d'Avorio                                                                | Amichevole                                                                    | -                                                                             |                                                                               |
| 6-9-2021                                                                      | Abidjan                                                                       | Costa d'Avorio                                                                | 2 – 1                                                                         | Camerun                                                                       | Qual. Mondiali 2022                                                           | -                                                                             | 60’                                                                           |
| 11-10-2021                                                                    | Cotonou                                                                       | Costa d'Avorio                                                                | 2 – 1                                                                         | Malawi                                                                        | Qual. Mondiali 2022                                                           | -                                                                             | 22’                                                                           |
| 16-11-2021                                                                    | Douala                                                                        | Costa d'Avorio                                                                | 3 – 0                                                                         | Mozambico                                                                     | Qual. Mondiali 2022                                                           | -                                                                             |                                                                               |
| 12-1-2022                                                                     | Douala                                                                        | Guinea Equatoriale                                                            | 0 – 1                                                                         | Costa d'Avorio                                                                | Coppa d'Africa 2021 - 1º turno                                                | -                                                                             |                                                                               |
| 16-1-2022                                                                     | Douala                                                                        | Costa d'Avorio                                                                | 2 – 2                                                                         | Sierra Leone                                                                  | Coppa d'Africa 2021 - 1º turno                                                | -                                                                             | 90+3’                                                                         |
| 26-1-2022                                                                     | Douala                                                                        | Costa d'Avorio                                                                | 0 – 0 dts (4 - 5 dtr)                                                         | Egitto                                                                        | Coppa d'Africa 2021 - Ottavi di finale                                        | -                                                                             | 9’                                                                            |
| 25-3-2022                                                                     | Marsiglia                                                                     | Francia                                                                       | 2 – 1                                                                         | Costa d'Avorio                                                                | Amichevole                                                                    | -                                                                             | 68’                                                                           |
| 29-3-2022                                                                     | Londra                                                                        | Inghilterra                                                                   | 3 – 0                                                                         | Costa d'Avorio                                                                | Amichevole                                                                    | -                                                                             | 46’                                                                           |
| 24-3-2023                                                                     | Bouaké                                                                        | Costa d'Avorio                                                                | 3 – 1                                                                         | Comore                                                                        | Qual. Coppa d'Africa 2023                                                     | -                                                                             | 86’                                                                           |
| 28-3-2023                                                                     | Moroni                                                                        | Comore                                                                        | 0 – 2                                                                         | Costa d'Avorio                                                                | Qual. Coppa d'Africa 2023                                                     | -                                                                             |                                                                               |
| 17-6-2023                                                                     | Ndola                                                                         | Zambia                                                                        | 3 – 0                                                                         | Costa d'Avorio                                                                | Qual. Coppa d'Africa 2023                                                     | -                                                                             | 68’                                                                           |
| 15-10-2024                                                                    | Monrovia                                                                      | Sierra Leone                                                                  | 1 – 0                                                                         | Costa d'Avorio                                                                | Qual. Coppa d'Africa 2025                                                     | -                                                                             | 84’                                                                           |
| Totale                                                                        |                                                                               | Presenze                                                                      | 50                                                                            |                                                                               | Reti                                                                          | 2                                                                             |                                                                               |

## Palmarès

### Club

#### Competizioni nazionali
- Community Shield: 1

Manchester United: 2016
- Coppa di Lega inglese: 1

Manchester United: 2016-2017

#### Competizioni internazionali
- UEFA Europa League: 1

Manchester United: 2016-2017

### Nazionale
- Coppa d'Africa: 1

Guinea Equatoriale 2015

### Individuale
- Miglior giocatore della Community Shield: 1

2016
- Squadra maschile CAF del decennio 2011-2020 IFFHS: 1

2020